# بريمية ألستونية
بريمية ألستونية (الاسم العلمي:Leptospira alstonii) هي نوع من البكتيريا تتبع جنس البريمية من فصيلة نظيرات البريمية.